# Lit de Saint-Jean (Squiffiec)
Le Lit de Saint-Jean est une allée couverte située à Squiffiec dans le département français des Côtes-d'Armor.

## Description
L'allée couverte est de petite taille (3,50 m de long pour 1,50 m de large). Elle est délimitée par quatre orthostates de chaque côté de 1,30 m de hauteur et 0,86 m de largeur, l'ensemble dessinant une forme ovalaire. L'allée comporte encore trois tables de couverture (moyenne 1,62 m de long sur 1,50 m de large). L'ouverture est précédée de trois blocs de pierre (3 m par 1,90 m pour celle de l'ouverturele plus gros). Le chevet est lui-aussi fermé par une grosse pierre. Tous les éléments sont en diorite.
Une hache polie y fut découverte vers 1890.